# Mártires de Uganda
Os mártires de Uganda são um grupo de 23 Anglicanos e 22 católicos convertidos ao cristianismo no reino histórico de Buganda, agora parte de Uganda, que foram executados entre 31 de janeiro de 1885 e 27 de janeiro de 1887.
Eles foram mortos por ordem de Muanga II, o cabaca (rei) de Buganda. As mortes ocorreram numa época em que havia uma luta religiosa de três vias por influência política na corte real de Buganda. O episódio também ocorreu no contexto da Partilha de África - a invasão, ocupação, divisão, colonização e anexação do território africano pelas potências europeias. A Igreja Católica beatificou os 22 mártires católicos de sua fé em 1920 e canonizou-os em 1964.